# تشارلز رودولف زورن
تشارلز رودولف زورن (بالإنجليزية: Charles Rudolph Zorn)‏ هو سياسي أمريكي، ولد في 4 أغسطس 1844، وتوفي في 25 سبتمبر 1916. انتخب عضو جمعية ولاية ويسكونسن.